# Ярошенко Роман Валерійович
Ярошенко Роман Валерійович (нар. 11 грудня 1975, Київ) — український юрист та громадський діяч. З червня 2008 року обраний депутатом Київської міської ради VI скликання, голова постійної комісії з питань бюджету та соціально — економічного розвитку

## Біографічні відомості
Народився у м. Києві.

### Освіта
В 1998 році закінчив Київський національний економічний університет та отримав повну вищу освіту за спеціальністю «Банківський менеджмент», кваліфікація — магістр банківської справи.
У 2001 році закінчив Київський національний економічний університет імені Тараса Шевченка та отримав повну вищу освіту за спеціальністю «Правознавство», і здобув кваліфікацію «юрист».

### Трудова діяльність
З серпня 1998 року по 22 березня 2006 року працював у Національному банку України.
З 23.03.2006 працював на посаді члена спостережної ради товариства з обмеженою відповідальністю «Партнер — Банк».

### Громадська діяльність
З червня 2008 року обраний депутатом Київської міської ради VI скликання, голова постійної комісії з питань бюджету та соціально — економічного розвитку.